# Ipimorpha bicolor
Ipimorpha bicolor là một loài bướm đêm trong họ Noctuidae.